# 薩拉 (汶萊王儲妃)
薩拉王儲妃（1987年4月9日—）是汶萊穆赫塔迪·比拉王儲之妻。
薩拉父母為汶萊皇族，為遠房皇族宗親成員。2004年9月，只有17岁的薩拉和30岁的穆赫塔迪·比拉王儲举行盛大的的婚礼。多国领导人都参加了这次婚礼，媒体亦纷纷报道这极为豪华的婚礼。两人婚后育有两子两女。